# Маттео Галассі
Маттео Галассі (італ. Matteo Galassi; нар. 18 травня 2005 року) — італійський фехтувальник на шпагах, призер чемпіонату Європи.